# Taher Abouzaid
Amer Taher Abouzaid Sayed (in arabo طاهر أبو زيد‎?; Asyūṭ, 1º aprile 1962) è un ex calciatore egiziano, dal 16 luglio 2013 è il Ministro dello sport dell'Egitto..

## Carriera
Con la Nazionale egiziana ha partecipato ai Mondiali 1990.

## Palmarès

### Club

#### Competizioni nazionali
- Campionato egiziano: 6

Al-Ahly: 1980-1981, 1981-1982, 1984-1985, 1985-1986, 1986-1987, 1988-1989
- Coppa d'Egitto: 8

Al-Ahly: 1980-1981, 1982-1983, 1983-1984, 1984-1985, 1988-1989, 1990-1991, 1991-1992, 1992-1993

#### Competizioni internazionali
- Coppa dei Campioni afro-asiatica: 1

Al-Ahly: 1988
- CAF Champions League: 2

Al-Ahly: 1982, 1987
- Coppa delle Coppe d'Africa: 4

Al-Ahly: 1983-1984, 1984-1985, 1985-1986, 1992-1993

### Individuale
- Capocannoniere della Coppa d'Africa: 1

Costa d'Avorio 1984 (4 gol)